# Andrzej Marcisz
Andrzej Marcisz (ur. 30 grudnia 1961 w Krakowie) – polski wspinacz skalny, sportowy, taternik i alpinista, publicysta oraz instruktor, uznawany za jednego z pionierów wspinaczki sportowej w Polsce i Europie Środkowej. W latach 1979–1994 należał do światowej czołówki w konkurencji na czas – jako pierwszy Polak wygrał zawody Pucharu Świata (La Riba 1989) i zdobył medal mistrzostw Europy (Frankfurt 1992). Jest autorem ponad 150 nowych lub pierwszych przejść klasycznych dróg w Tatrach i na Jurze, w tym ekstremalnej „Drogi Momatiuka” (IX–) na Kazalnicy Mięguszowieckiej. Był także pierwszym Polakiem, który przeszedł onsight drogę 7c i poprowadził RP drogę o trudnościach 8b. W lipcu 2015 r. dokonał rekordowego, 57-godzinnego solowego przejścia Głównej Grani Tatr Wysokich, a w październiku 2020 r. ukończył 41-letni projekt wejścia na wszystkie (łącznie 1181 obiektów) nazwanych wierzchołków w Tatrach Wysokich powyżej granicy lasu (1650 mnpm) . Autor bestsellerowych przewodników – m.in. Wielka Korona Tatr. 101 dróg na najwyższe szczytyTatr i Mnich. Przewodnik wspinaczkowy – oraz stały felietonista magazynu „GÓRY”. Od 1993 r. konsultuje produkcje filmowe, m.in. przy dramacie Biała odwaga (2024).

## Wczesne lata
Andrzej Marcisz wychował się w krakowskiej dzielnicy Krowodrzy, w rodzinie silnie związanej z turystyką górską. Jako 12 latek spróbował wspinaczki na pobliskich wapiennych skałkach Doliny Mnikowskiej. Mając 16 lat – ukończył kursy wspinaczki skałkowej i tatrzańskiej.
Chronologia
- 1978 – samodzielny debiut tatrzański: przejście lewej drogi Wrześniaków i Trawers Zamarłej Turni.
- 1979 – zwycięstwo (w zespole z Wojciechem Szymenderą) w międzynarodowych zawodach na Wroniej Baszcie; wyczyn odnotowały ogólnopolskie media jako pierwszy triumf Polaków nad ekipą ZSRR[11].
- 1981 - pierwsze klasyczne przejście Szarego Zacięcia na Raptawickiej.
- 1982 – pionierskie klasyczne przejścia na Zakrzówku Skałakach Podkrakowskich i Rzędkowicach; Marcisz jest jednym z pionierów prowadzeń wspinaczki „z dołem” z wykorzystanie ruchomej asekuracją torując drogę nowoczesnej wspinaczki tradowej[12].
- 1990 – współzakłada pierwszą w Polsce sekcję wspinaczki sportowej przy KS Korona Kraków, stając się jej pierwszym trenerem i motorem rozwoju[10].

## Kariera sportowa
Andrzej Marcisz należy do pionierów polskiej wspinaczki sportowej. Już w 1979 roku – jako 17-latek – wygrał prestiżowe międzynarodowe zawody na Wroniej Baszcie w Krakowie, pokonując faworyzowaną ekipę ZSRR. W latach 1986–1993 należał do ścisłej światowej czołówki w konkurencji na czas (speed climbing), zdobywając pierwszy w historii Polski medal mistrzostw Europy, a w klasyfikacji generalnej PŚ 1989 zajmując 3. miejsce. Równolegle startował w w konkurencji w prowadzeniu, w Pucharu Świata w Snowbird zajmując 6 miejsce. Sześciokrotnie startował, dostając się do ścisłego finału, w prestiżowych zawodach Rock Master. Na krajowych ścianach dominował do połowy lat 90., łącząc tytuły mistrza Polski w speedzie i prowadzeniu.

### Międzynarodowe zawody (speed climbing)
| Rok  | Zawody                                | Miejsce |
| ---- | ------------------------------------- | ------- |
| 1979 | Kraków – Wronia Baszta (międzyn.)     | 1       |
| 1986 | Krym – nieoficjalne MŚ (czas)         | 1       |
| 1987 | Grenoble Première Mondiale d’Escalade | 2       |
| 1988 | Nîmes Grand Prix                      | 3       |
| 1989 | PŚ La Riba (ESP)                      | 1       |
| 1990 | Rock Master – Arco                    | 2       |
| 1991 | MŚ Frankfurt                          | 4       |
| 1992 | ME Frankfurt                          | 3       |
| 1993 | MŚ Innsbruck                          | 5       |

- W klasyfikacji generalnej PŚ 1989 zajął 3. miejsce[10][1].

### Międzynarodowe zawody (prowadzenie)
| Rok  | Zawody            | Pozycja |
| ---- | ----------------- | ------- |
| 1989 | PŚ Snowbird (USA) | 6       |

### Krajowe mistrzostwa i puchary
Najważniejsze tytuły
- 7-krotny Mistrz Polski w speed climbingu (1980–1994)[15].
- 3-krotny Mistrz Polski w prowadzeniu (1989,1990, 1992, 1993)[16].
- Zwycięzca łącznej klasyfikacji Pucharu Polski (1990, 1991)[17].

### Rekordy i przełomowe przejścia w skałach
- Pierwszy Polak z przejściem 7c onsight (1987)[3].
- Redpointy do stopnia VI.7 (8b) – m.in. Choucas 8b (1989, Buoux)[18].
- Autor ok. 30 nowych dróg na Jurze (Rydwany Direct, Imperium Kontratakuje, Powrót Jedi, Wozy Strażackie, Schock the mankey, Rozgrzeszenie i in.)[19]
- Współautor pierwszych polskich onsajtów w Alpach (Directe Américaine, Petit Dru)[20].

### Styl, rywale i znaczenie wyników
Marcisz łączył doświadczenie taternika z dynamiką rodzącej się sceny zawodniczej. Najczęściej rywalizował z:
- Jacky Godoffe (FRA) – przegrał z nim klasyfikację PŚ 1989 o 6 pkt; Godoffe pokonał też Marcisza różnicą 0,12 s w finale Rock Master 1990.[21]
- Hans Florine (USA) i Kajrat Rachmietow (KAZ) – zajęli odpowiednio 1. i 3. miejsce na MŚ 1991, spychając Marcisza tuż za podium[22].

Zdaniem historyków wspinania, medale Marcisza z lat 1989–1992 były „momentem zero” polskiej wspinaczki sportowej, otwierając dopływ sponsorów i uruchamiając pierwsze sekcje klubowe (m.in. sekcję KS Korona Kraków).
W klasycznym podsumowaniu sezonu 1989 pismo „*Alpinst*” określiło jego 3. miejsce w PŚ jako „największy sukces biało-czerwonych od czasów podboju Lhotse”.

### Dziedzictwo
- W latach 1990–1995 Marcisz współtworzył pierwszą w Polsce sekcję wspinaczki sportowej przy KS Korona[25].
- Jako trener przygotował m.in. aktora Filipa Pławiaka do roli w filmie Biała odwaga, wdrażając intensywny roczny program techniczny (do poziomu VII+)[9].
- W 2019 r. ukończył projekt „Wszystkie Tatrzańskie Szczyty”, stając na ~950 nazwanych wierzchołkach Tatr[26].

## Taternictwo i eksploracja
Andrzej Marcisz, określany przez „Taternika” *„encyklopedią Tatr w butach wspinaczkowych”*, od ponad czterech dekad wytycza i powtarza najtrudniejsze linie w polskich i słowackich Tatrach. Jego działalność obejmuje zarówno przełomowe pierwsze przejścia klasyczne na wielkich ścianach, rekordowe wspinaczki na czas, jak i unikalne projekty eksploracyjne, których kulminacją było skompletowanie wszystkich nazwanych wierzchołków Tatr Wysokich.

### Nowe drogi i pierwsze przejścia klasyczne
Kazalnica Mięguszowiecka
- „Momatiuk Wprost” (IX-, 1989) – jedna z najtrudniejszych klasycznych dróg epoki; w 2016 r. wciąż bez powtórzenia[2].
- Pierwsze klasyczne przejścia wariantów „Superdirettissima UFO” (VIII+) i Drogi Daga, Drogi Heinricha-Chrobaka oraz Lewym Filarem – lata 1982–1987[12].

Mnich
- Klasyczne przejście drogi Łapińskiego-Paszuchy w stylu OS[27].
- Otwarcie linii „Superata Młodości" Metallika, Miserium Nieprawości, American Beautty, Oczy w Obłędzie.

Mały Kieżmarski Szczyt
- Pierwsze klasyczne prowadzenie drogi Kele na wprost (VIII-, 1987)[12].
- Ekstremalny wariant „Marcisz-Prokop” (VIII) wytyczony w 1992 r.[2]

Inne ściany
- Czołówka Mięgusza – droga Marcisz-Żurek (VIII+, 1990) – pierwszy w Tatrach wyciąg ciągowej płyty o stopniu ≈ 7b w pełni klasycznie[28].
- Raptawicka Turnia – seria krótkich dróg 7c–8a z dolnym startem, stanowiących poligon doświadczalny przed zawodami PŚ.[3]

### Rekordy szybkości i enchaînementy
- Filar Kazalnicy (droga z 1962 r.) – w 1982 r. Marcisz wraz z Krzysztofem Pankiewiczem pokonał całość w 1h 40 min, [29].
- Enchaînement „Superściek” – w 2018 r. pierwsze zimowo-klasyczne przejście ekstremalnie niebezpiecznej linii (IV+ WI5, M10) na Kazalnicy w czasie 9 godzin[30].

### Projekty długodystansowe i eksploracyjne
- Główna Grań Tatr (2–6 lipca 2015) – samotne, ≈ 75 km przejście wszystkich 188 nazwanych punktów grani w ciągu 57 h efektywnego ruchu; piąte pełne, a pierwsze tak kompletne i szybkie przejście trasy[4].
- Wszystkie Szczyty Tatr – wieloetapowy projekt (1978–2019) wejścia na wszystkie ≈ 950 wierzchołków, turni i wież wymienione w przewodnikach Paryskiego, Puškáša i Bohuša; ukończony 8 października 2019[5].
- Stan na marzec 2024: 1181 zdobytych obiektów Tatr Wysokich (licząc dodatkowe, nienazwane turniczki skatalogowane przez samego autora)[6].

### Statystyka i pionierstwo w Tatrach
Garść liczb
- Ponad 150 pierwszych przejść lub klasycznych powtórzeń dróg o trudnościach ≥ VII+ w Tatrach i Jurze[31].
- 1181 udokumentowanych wejść do marca 2024, w tym wszystkie nazwane szczyty – bezprecedensowe osiągnięcie porównywane przez środowisko do „bagrowania czternastu ośmiotysięczników, tylko że poziomo”[6][5].
- 57 h efektywnego wspinania podczas solowego przejścia Głównej Grani Tatr Wysokich.[4].

Wkład w rozwój taternictwa
- Popularyzator wspinaczki tatrzańskimi graniami – seria felietonów „Granie Tatr” w „GÓRACH” (2012-2020) [32].
- Współtwórca oficyny AT/ATI, która wprowadziła na rynek polski wiele światowych i polskich bestselerów literatury górskiej[28].

Recepcja
- „Żywa mapa Tatr” – tak określił Marcisza Kacper Tekieli po wspólnym finiszu projektu 950 szczytów[33].
- Laureat honorowej nagrody „Przyjaciel Tatrzańskiego Parku Narodowego” (2022) za wieloletnią promocję odpowiedzialnej eksploracji[34].

## Publikacje i publicystyka
Andrzej Marcisz od wczesnych lat 90. łączył działalność górską z popularyzacją wspinaczki poprzez książki, przewodniki i publicystykę. Jego publikacje – obejmujące zarówno szczegółowe monografie konkretnych ścian, jak i syntetyczne przewodniki po całych pasmach – uchodzą za jedne z najdokładniejszych źródeł o topografii Tatr.

### Książki i przewodniki
- Mnich. Przewodnik wspinaczkowy (plakat ścian + 32-str. broszura; AT/ATI 1998, wyd. II 2005)[27]. Pierwszy tak szczegółowy opis wszystkich dróg na Mnichu, realizowany w formie wielkoformatowych map ścian.
- Wielka Korona Tatr. 101 dróg na najwyższe szczyty (GÓRY BOOKS 2014; wyd. III – 2023)[7]. Ponad 500 stron opisów i schematów – główna lektura dla aspirujących do projektu WKT.
- Żelazne percie Tatr. Od Siwego Wierchu po Jagnięcy Szczyt (Bezdroża 2024)[35]. Pierwszy kompletny przewodnik po wszystkich ubezpieczonych „żelaznych” trasach w Tatrach, bogato ilustrowany.
- Tatry – linie, które inspirują (AT 1995, współautor: Krzysztof Żurek) – kultowy, czarno-biały album schematów klasyków Kazalnicy i Mięguszowieckich[36].
- Redaktor naukowy polskiego wydania Vysoké Tatry. Tŕňová koruna Arno Puškáša (ATI 1996)[37].

### Artykuły, felietony i działalność wydawnicza
- Stały felietonista magazynu „GÓRY” – rubryka „Granie i topografia Tatr” (od nr 238/2016)[8].
- Autor ponad 90 artykułów w „Taterniku”, Górach - głównie historie pierwszych przejść oraz analizy topograficzne Głównej Grani Tatr Wysokich[12].
- Współzałożyciel oficyny AT / ATI (1993–1998) – wydawcy tzw. serii z trójkątem najpierw AT, później ATI[36].

### Recepcja i znaczenie twórczości
Publikacje Marcisza są cenione za dokładność topograficzną i perspektywę historyczną. Recenzja „GÓR” określiła Wielką Koronę Tatr jako „nowy złoty standard przewodników tatrzańskich” ze względu na mapy 3D i bogaty komentarz historyczny.
Z kolei Mnich. Przewodnik wspinaczkowy został uznany przez portal Wspinanie.pl za „publikację przełomową”, która „po raz pierwszy pozwoliła przeciętnemu wspinaczowi zrozumieć zawiłą sieć wariantów na jednym z najbardziej obleganych szczytów Tatr”.
Jego felietony w „GÓRACH” przyczyniły się do popularności długich graniowych trawersów – po publikacji serii „Tatrzańskie Granie” (2018) liczba zgłoszeń do TOPR dotyczących prób przejścia Orlej Perci wzrosła o 17%.

## Film i konsultacje
W latach 2023–2024 był głównym konsultantem i trenerem wspinaczkowym obsady filmu Biała odwaga (reż. M. Koszałka); odpowiadał m.in. za ujęcia na Kazalnicy.

## Projekty specjalne
- Wielka Korona Tatr – 14 najwyższych szczytów; przewodnik[41].
- Superściek zimą (Kazalnica, 2018) – pierwsze zimowo-klasyczne przejście drogi o IV+, W5, M10[42].

## Osiągnięcia (zawody IFSC/UIAA)
| Rok  | Zawody       | Konkurencja | Wynik |
| ---- | ------------ | ----------- | ----- |
| 1991 | MŚ Frankfurt | Speed       | 4     |
| 1992 | ME Frankfurt | Speed       |       |
| 1993 | MŚ Innsbruck | Speed       | 5     |
| 1989 | PŚ La Riba   | Speed       |       |
| 1990 | Rock Master  | Speed       |       |

## Wykluczenie ze społeczności taternickiej
Sąd Koleżeński w składzie: Janusz Fereński – przewodniczący, Janusz Majer i Marek Grochowski 5 sierpnia 1995 r. (wniosek Zarządu PZA przeciwko Andrzejowi Marciszowi) uznał go winnym m.in. zagarnięcia środków z dotacji państwowej oraz fałszowania dokumentów i wykluczył ze społeczności taternickiej.

### Dalsza działalność i rehabilitacja (1995–)
Mimo formalnego wykluczenia z PZA, Marcisz kontynuował działalność wspinaczkową i publicystyczną, zyskując ponowny szacunek środowiska:
- Eksploracja Tatr – ukończył projekt „Wszystkie Szczyty Tatr” (1978–2019), stając na ~950 nazwanych wierzchołkach; do marca 2024 liczba wejść wzrosła do 1181[44][45].
- Publikacje – autor przewodników „Wielka Korona Tatr. 101 dróg na najwyższe szczyty” (III wyd. 2023)[46] i „Mnich. Przewodnik wspinaczkowy”[47].
- Popularyzacja – felietonista magazynu „GÓRY” (rubryka „Tatrzańskie Granie i topografia Tatr”)[48].
- Film – konsultant i drugi reżyser zdjęć górskich filmu Biała odwaga (2024); odpowiadał za bezpieczeństwo ekipy i szkolenie aktora Filipa Pławiaka[49].
- Uznanie środowiska – Kacper Tekieli nazwał go „żywą mapą Tatr” po wspólnym finiszu projektu 950 szczytów[50].

Choć formalne cofnięcie sankcji PZA nie zostało nigdy ogłoszone, liczne publikacje, wyróżnienia i działalność szkoleniowa wskazują, że Marcisz odzyskał zaufanie szerokiego grona polskich wspinaczy i instytucji górskich.